# SŽD-Baureihe ЭО
Die SŽD-Baureihe ЭО (translit. EO) ist eine für Gleichspannung mit 3 kV  ausgelegte Lokomotive der SŽD für den Güter- und Personenverkehr. Die Abkürzung ЭО steht für die Initialen von Электровоз Опытный („Elektrolok-Versuchs“). Ursprünglich war die Lokomotive als Г1 („G1“) bezeichnet worden. Die Lokomotiven wurden von 1959 von dem deutschen Werk LEW Hennigsdorf ausgeliefert. Die Konstruktion der Lokomotiven war ähnlich der der PKP-Baureihe EU04 und PKP-Baureihe EU05.

## Historie
Die Elektrolokomotiven der Reihe Г1 kamen in der UdSSR am 31. Dezember 1959 auf der Grenzstation Brest an. Am 10. Januar 1960 wurden sie überführt in das Depot Moskau-Sortirowotschnoj. Die Bezeichnung der Serie wechselte bald von Г1 auf ЭО, um Verwechslungen mit der Gasturbinenlokomotive Г1 zu vermeiden. Nach der Erprobung zogen die Lokomotiven Züge auf den Linien Moskau–Rjasan und Moskau–Jaroslawl. 1961 brach bei einer Lokomotive auf einer Fahrt ein Feuer aus (Inventarnummer der Lokomotive ist nicht bekannt), die betroffene Lokomotive musste noch im selben Jahr ausgemustert werden. Die verbliebene Elektrolokomotive wurde daraufhin an ein Kombinat der Metallurgie in Tscheljabinsk zum Werksverkehr auf den Industriegleisen gegeben. Das weitere Schicksal der Lokomotive ist nicht bekannt.
In der Ansammlung der Erfahrungen mit ihrem Betrieb zeigten sich die Lokomotiven sowohl im Güterzug- als auch im Personenzugdienst als nicht ebenbürtig gegenüber anderen Lokomotiven. Im Güterzugdienst waren sie der SŽD-Baureihe ВЛ23 in der Zugkraft unterlegen (die ЭО besaß eine Stundenzugkraft von 232 kN gegenüber den 264 kN der ВЛ23), gar nicht zu sprechen von der ВЛ8. Im Personenzugdienst hatte die Lokomotive keine Chance gegen die SŽD-Baureihe ЧС2 von Škoda. Die Geschwindigkeit im Stundenleistungsregime betrug bei der ЭО 49 km/h, bei der ЧС2 72,4 km/h.
Aus diesem Grund kam es bei der SŽD zu keiner Nachbestellung der Lokomotive.